# دتش ليونارد
دتش ليونارد (بالإنجليزية: Dutch Leonard)‏ هو لاعب كرة قاعدة أمريكي، ولد في 25 مارس 1909 في أوبورن في الولايات المتحدة، وتوفي في 17 أبريل 1983 في سبرينغفيلد في الولايات المتحدة.

## وصلات خارجية
- دتش ليونارد على موقع دوري كرة القاعدة الرئيسي (الإنجليزية)
- دتش ليونارد على موقعبيزبول رفرنس.كوم (الدوري الرئيسي) (الإنجليزية)
- دتش ليونارد على موقعبيزبول رفرنس.كوم (الدوري الثانوي) (الإنجليزية)
- دتش ليونارد على موقع جمعية أبحاث البيسبول الأمريكية (الإنجليزية)